# Билефелд
Билефелд (на немски: Bielefeld) е град в Германия, провинция Северен Рейн-Вестфалия. Населението му към 31 декември 2010 г. е 323 270 жители, площта – 257,92 км², а гъстотата на населението – 1253 д/км².

## Личности
- Юлия Абе (р. 1976), германска тенисистка

## Побратимени градове
- Конкарно, Бретан – Франция
- Енискилън, Северна Ирландия
- Рочдейл, Англия
- Жешов, Полша
- Велики Новгород, Новгородска област – Русия
- Нахария, Израел